# Algeria ai Giochi olimpici
L'Algeria ha partecipato per la prima volta ai Giochi olimpici a Tokyo 1964.
Gli atleti algerini hanno vinto 17 medaglie ai Giochi olimpici estivi, mentre non ne hanno mai vinta alcuna ai Giochi olimpici invernali. Il Paese si trova alla 66ª posizione del medagliere complessivo.
Il Comitato Olimpico Algerino, creato nel 1963, venne riconosciuto dal CIO nel 1964.

## Medaglieri

### Medaglie alle Olimpiadi estive
| Giochi                 | Oro              | Argento          | Bronzo           | Totale           |
| ---------------------- | ---------------- | ---------------- | ---------------- | ---------------- |
| Tokyo 1964             | 0                | 0                | 0                | 0                |
| Città del Messico 1968 | 0                | 0                | 0                | 0                |
| Monaco 1972            | 0                | 0                | 0                | 0                |
| Montreal 1976          | non partecipante | non partecipante | non partecipante | non partecipante |
| Mosca 1980             | 0                | 0                | 0                | 0                |
| Los Angeles 1984       | 0                | 0                | 2                | 2                |
| Seoul 1988             | 0                | 0                | 0                | 0                |
| Barcellona 1992        | 1                | 0                | 1                | 2                |
| Atlanta 1996           | 2                | 0                | 1                | 3                |
| Sydney 2000            | 1                | 1                | 3                | 5                |
| Atene 2004             | 0                | 0                | 0                | 0                |
| Pechino 2008           | 0                | 1                | 1                | 2                |
| Londra 2012            | 1                | 0                | 0                | 1                |
| Rio de Janeiro 2016    | 0                | 2                | 0                | 2                |
| Tokyo 2020             | 0                | 0                | 0                | 0                |
| Parigi 2024            | 2                | 0                | 1                | 3                |
| Totale                 | 7                | 4                | 9                | 20               |

### Medaglie alle Olimpiadi invernali
| Giochi              | Oro              | Argento          | Bronzo           | Totale           |
| ------------------- | ---------------- | ---------------- | ---------------- | ---------------- |
| 1992 Albertville    | 0                | 0                | 0                | 0                |
| 1994 Lillehammer    | non partecipante | non partecipante | non partecipante | non partecipante |
| 1998 Nagano         | non partecipante | non partecipante | non partecipante | non partecipante |
| 2002 Salt Lake City | non partecipante | non partecipante | non partecipante | non partecipante |
| 2006 Torino         | 0                | 0                | 0                | 0                |
| 2010 Vancouver      | 0                | 0                | 0                | 0                |
| 2014 Sochi          | non partecipante | non partecipante | non partecipante | non partecipante |
| 2018 PyeongChang    | non partecipante | non partecipante | non partecipante | non partecipante |
| 2022 Pechino        | non partecipante | non partecipante | non partecipante | non partecipante |
| Totale              | 0                | 0                | 0                | 0                |

### Medagliati
| Medaglia | Atleta              | Edizione         | Sport            | Evento                   |
| -------- | ------------------- | ---------------- | ---------------- | ------------------------ |
| Bronzo   | Mohamed Zaoui       | Los Angeles 1984 | Pugilato         | Pesi medi                |
| Bronzo   | Mustapha Moussa     | Los Angeles 1984 | Pugilato         | Pesi massimi leggeri     |
| Oro      | Hassiba Boulmerka   | Barcellona 1992  | Atletica         | 1500 metri               |
| Bronzo   | Hocine Soltani      | Barcellona 1992  | Pugilato         | Pesi piuma               |
| Oro      | Noureddine Morceli  | Atlanta 1996     | Atletica         | 1500 metri               |
| Oro      | Hocine Soltani      | Atlanta 1996     | Pugilato         | Pesi gallo               |
| Bronzo   | Mohamed Bahari      | Atlanta 1996     | Pugilato         | Pesi medi                |
| Oro      | Nouria Mérah-Benida | Sydney 2000      | Atletica         | 1500 metri               |
| Argento  | Ali Saïdi-Sief      | Sydney 2000      | Atletica         | 5000 metri               |
| Bronzo   | Djabir Saïd-Guerni  | Sydney 2000      | Atletica         | 800 metri                |
| Bronzo   | Abderrahmane Hammad | Sydney 2000      | Atletica         | Salto in alto            |
| Bronzo   | Allalou Mohamed     | Sydney 2000      | Pugilato         | Pesi super leggeri       |
| Bronzo   | Haddad Soraya       | Pechino 2008     | Judo             | 52 kg femminile          |
| Argento  | Amar Benikhlef      | Pechino 2008     | Judo             | 90 kg maschile           |
| Oro      | Taoufik Makhloufi   | Londra 2012      | Atletica         | 1500 metri               |
| Argento  | Taoufik Makhloufi   | Rio 2016         | Atletica         | 800 metri                |
| Argento  | Taoufik Makhloufi   | Rio 2016         | Atletica         | 1500 metri               |
| Oro      | Imane Khelif        | Parigi 2024      | Pugilato         | Pesi welter femminile    |
| Oro      | Kaylia Nemour       | Parigi 2024      | Ginnastica       | Parallele asimmetriche   |
| Bronzo   | Djamel Sedjati      | Parigi 2024      | Atletica leggera | 800 metri piani maschili |

### Medaglie per sport
| Sport      | Oro | Argento | Bronzo | Totale |
| ---------- | --- | ------- | ------ | ------ |
| Atletica   | 4   | 3       | 3      | 10     |
| Pugilato   | 2   | 0       | 5      | 7      |
| Judo       | 0   | 1       | 1      | 2      |
| Ginnastica | 1   | 0       | 0      | 1      |
| Totale     | 7   | 4       | 9      | 20     |